# 보안

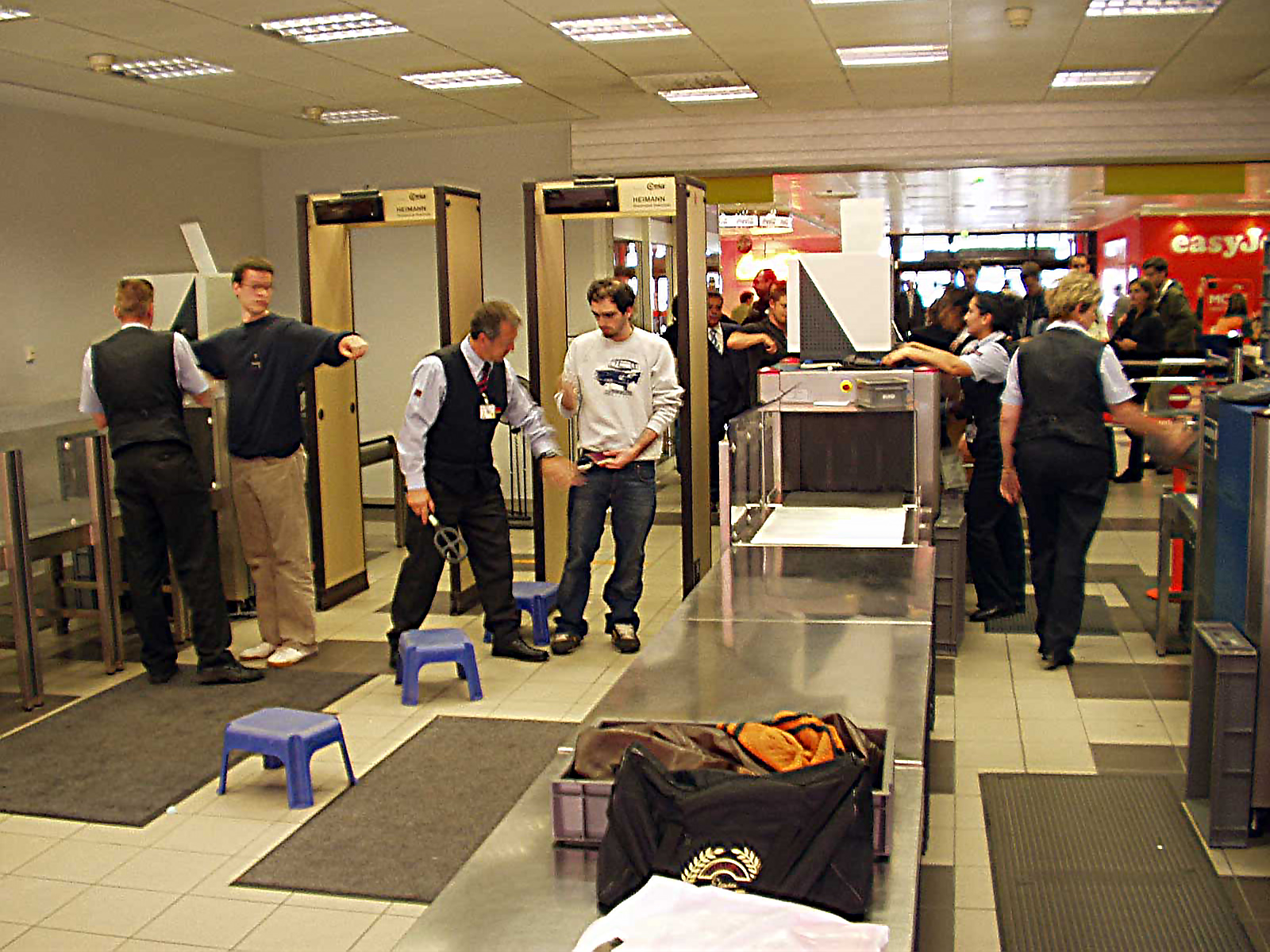

보안(保安)은 위험, 손실 및 범죄가 발생하지 않도록 방지하는 상태를 가리킨다. 일반적으로 보안은 피해발생의 원인이 ‘인간의 행위‘라는 점에서 안전이라는 개념과 구분된다. 이러한 특성에도 불구하고 아직 한국 내에서는 두 용어를 크게 구분하지 않고 혼용하여 쓰는 경향이 있다.
보안은 영어로 시큐리티(security)라고 한다. 형용사 secure는 16세기에 영어에 도입되었다. 걱정으로부터의 해방을 의미하는 라틴어 securus에서 기원한다.(se = 없음, cura = 걱정)

## 분류

### IT 영역
- 컴퓨터 보안
  - 해킹
  - 크래킹
- 인터넷 보안
- 응용 프로그램 보안
- 정보 보안
- 산업보안
- 네트워크 보안

### 물리적 영역
- 경찰
- 공항 보안검색
- 주택경비
- 물리 보안
- 경비원

### 사후위험처리
- 보험

## 안전과의 차이
보안이 안전과 동의어로 쓰이기도 하지만, 보안이라는 기술적 용어는 무언가가 안전하지 않으나 안전해야 함을 뜻한다. 일반적으로 보호해야하는 대상에 대해 접근제어를 통해 안전을 도모하는 경우 보안이라는 용어를 사용한다.
전자 통신에서 보안이라는 용어는 다음과 같이 정의한다:
- 불의의 행위나 영향으로부터 침입 상태를 보증하는 보호 기준의 확립과 유지 보수의 결과를 낳는 상태
- 권한이 없는 사람들이 국제 보안을 지키는 공식 정보에 접근하지 못하도록 하는 상태

## 비용 간의 관계
보안이 없는 경우 그에 따라 사고가 날 확률이 높아지는 것은 명확하다. 또한 아무것도 안하는 것이 사고가 날 가능성이 없다는 점은 명맥하나 그로 인하여 잃어버릴 기회비용 또한 예측할 수 있다.
- 교통사고를 막는 방법은 차를 몰지 않도록 하는 방법이 최선일까?
- 도둑을 막기 위해 문이 없는 집을 만드는 것이 최선일까?

보안을 강화하기 위해 비용을 들이면 들일수록 보안사고로 인한 잠재적 피해액수는 줄어든다. 그러나 일정수준이 지나면 잠재적 피해액 보다 보안을 위한 비용이 더욱 많이 발생할 수 있다. 보안책임자는 최소한의 비용으로 최대한 잠재적 보안피해액을 줄이도록 노력해야 한다.

## 중요성

### 완벽한 보안
위에서 설명한 바와 같이 완벽한 보안의 구축은 불가능하다. 대부분의 보안활동은 위험을 최소한으로 줄이기 위한 활동일 뿐이지 완전히 없애기 위한 활동이 아니다.

### 위험의 변화
위험은 끊임없이 변한다. 항상 동일한 수준의 보안을 유지하고 있었을 때 예전에는 안전했던 것이 지금은 더 이상 안전하지 않을 수 있다. 따라서 보안도 거기에 따라 변해야 하며 보안에 들이는 비용과 노력이 계속 달라질 수 있음에 대해 이해하고 계획할 수 있어야 한다.

### 보안의식
보안은 모든 사람의 책임이다. 자신의 보안을 남이 대신해 줄 수 없다. 보안책임자는 보안활동과 동시에 보호대상과 관련된 모든 관련자들에게 보안의식을 강화할 수 있도록 교육할 책임이 있으며, 최고결정권자는 보안을 저해하는 모든 요소들에 대한 제재를 할 수 있도록 관리를 강화해야 한다.

## 보안 개념 (예시)
- 접근 제어
- 허가 (컴퓨터 과학)
- 암호 (암호학)
- 대응조치
- 종심방어
- 취약점 공격
- 아이덴티티 관리
- 비밀번호
- 업무 연속성 계획
- 위험성
- 위협
- 보안 취약점

## 같이 보기
- 안전
- 평화
- 위험성
- 익명
- 프라이버시